# Couvent des Augustins de Domme
Le couvent des Augustins est situé à Domme, rue de la chapelle, dans le département de la Dordogne, dans la région Nouvelle-Aquitaine

## Historique
Si le château de Domme a été assiégé par Simon de Montfort pendant la croisade des Albigeois, en 1214. Le roi Philippe III le Hardi a acheté la terre de Domme appartenant à Guillaume de Domme le 7 mars 1281. Le roi a reconstruit le château et y a attiré des habitants à la bastide du Mont-de-Domme en leur accordant des privilèges importants.
Le couvent des Augustins de Domme a été fondé au début du XIVe siècle à l'initiative du roi Philippe le Bel. Il a été édifié par le cardinal Gilles de Rome aussi connu sous le nom d'Aegidius Romanus, précepteur de Philippe IV et général de l'ordre de saint-Augustin en 1292.
En 1411, la discipline des moines du couvent s'étant relâchée, le général des Augustins étant à Toulouse, il a envoyé deux religieux à Domme pour y mener une enquête et y réformer les abus. Cette mission n'a apparemment pas permis de développer le couvent car celui-ci ne comprend au XVIe siècle qu'un prieur, deux pères assistés par un domestique pour l'intérieur du couvent et un autre pour l'extérieur.
Pour s'exempter du paiement de payer un impôt appelé don gratuit, les Augustins de Domme ont voulu montrer que le couvent avait été fondé par un roi de France. Leur syndic a provoqué une enquête qui a été faite à Sarlat le 28 juillet 1533. Cette enquête montre la pauvreté du couvent à cette date.
Pendant les guerres de religion, Geoffroy de Vivans prend la bastide et le château de Domme, le 25 octobre 1588, en escaladant, deux heures avant le lever du jour, la paroi nord de la falaise dont la verticalité avait été jugée inaccessible. Il ouvre alors une porte de la ville au gros de ses troupes. Geoffroy de Vivans fait démolir l'église paroissial de Domme et raser une partie du couvent en 1589, y compris l'église. Seule le clocher a été épargné, mais les cloches ont été emportés par Vivans à son château de Doissat.
Geoffroy de Vivans ayant constaté que toutes les villes autour de Domme étaient redevenues sous l'autorité des troupes royalistes, il a remis Domme au maréchal de Thémines le 10 janvier 1592 contre le paiement de 40 000 livres. 
Les Augustins chassés par Geoffroy de Vivans ne sont de retour à Domme qu'en 1617. Le couvent est alors restauré pour y installer une école où on enseignait la lecture, l'écriture, le calcul et les rudiments de la langue latine. Les religieux ont dû se loger dans une maison des environs. 
Le dernier prieur connu est le Père Jean-Jacques Baylé. 
Le 22 avril 1790 paraît la loi supprimant les ordres religieux. Les Augustins de Domme déclarent abandonner le couvent le 1er octobre 1790 pour se conformer au décret du 18 septembre sur les collèges et maisons d'institution adopté par l'Assemblée nationale. Les élections municipales ont lieu dans l'église des Augustins le 14 novembre. Les deux religieux Augustins ont prêté le serment civique le 27 février 1791. ILs sont chassés de leur couvent le 13 juillet 1791. Les enchères pour la vente des biens nationaux ont eu lieu le 30 janvier 1791. Le couvent de Domme est acheté par un bourgeois de Domme nommé Bar. Les bâtiments et les dépendances du couvent ont été vendus au moment de la Révolution et sont devenus des propriétés de particuliers.
Face à la chapelle, une partie du couvent a été construite en chartreuse avec un corps central de trois travées couvert d'un toit brisé encadré d'ailes d'un étage.
La propriété a appartenu à un descendant de Napoléon Ier, le comte Colonna Walewski.
La chapelle a été inscrite au titre des monuments historiques le 19 février 1971.